# Ingvar Wixell
Karl Gustaf Ingvar Wixell (* 7. Mai 1931 in Luleå; † 8. Oktober 2011 in Malmö) war ein schwedischer Opernsänger (Bariton).

## Leben
Wixell, geboren 1931 in Luleå, debütierte 1955 als Papageno in Mozarts Zauberflöte an der Königlichen Oper in Stockholm, wo er bis 1967 engagiert war. Es folgten Auftritte am Royal Opera House Covent Garden in London, der San Francisco Opera und der Metropolitan Opera in New York City.
An der Deutschen Oper Berlin gehörte er ab 1967 über 30 Jahre lang zum Ensemble. Berühmt wurde er als Figaro, Escamillo, Amonasro, Scarpia und in den Titelrollen von Rigoletto, Simon Boccanegra, Don Giovanni, Falstaff und Eugen Onegin. Wixell beendete seine Karriere 2003 mit der Rolle des Musiklehrers in Ariadne auf Naxos von Richard Strauss.
Er vertrat Schweden 1965 mit dem Titel Absent Friend beim Eurovision Song Contest in Neapel und erreichte hierbei den 10. Platz mit jeweils drei Punkten aus Finnland und Dänemark. Die vorherige schwedische Vorentscheidung Melodifestivalen bestritt er allein und sang alle sechs Titel selbst.

## Ehrungen
- 1970 Berliner Kammersänger (Ehrentitel)
- 1979 Großes Verdienstkreuz der Bundesrepublik Deutschland